# Pleurothallis per-dusenii
Pleurothallis per-dusenii är en orkidéart som beskrevs av Frederico Carlos Hoehne. Pleurothallis per-dusenii ingår i släktet Pleurothallis och familjen orkidéer. Inga underarter finns listade i Catalogue of Life.